# Estació de Lesseps
Lesseps és una estació de la L3 del Metro de Barcelona situada sota el Carrer Gran de Gràcia al districte de Gràcia de Barcelona.
L'estació va entrar en servei el 1924 com la capçalera del primer tram del Gran Metro de Barcelona. Posteriorment al 1982 amb la reorganització dels números de línies i canvis de nom d'estacions va passar a ser una estació de la L3. Fins al 1985 va ser capçalera de línia, quan es va prolongar la L3 fins a Montbau.
Està en construcció l'estació de la L9/L10 del metro de Barcelona. Pertany al Tram 3 (Zona Universitària – la Sagrera), hi tindran parada trens de la L9 i la L10. Disposarà de dos accessos al centre de la plaça i un accés al carrer Septimània amb l'avinguda de la Riera de Cassoles. Serà una estació de tipus pou de 45 metres de profunditat i 26 metres de diàmetre, també tindrà escales mecàniques i dos ascensors per a persones amb mobilitat reduïda (PMR) i una andana de 108 metres.
Es preveia obrir l'estació l'any 2007, però donat diversos contratemps es va endarrerir la data. El mes de juny del 2011 el Departament de Territori i Sostenibilitat de la Generalitat de Catalunya va anunciar que aquest tram, encara no construït, estava paralitzat temporalment mentre es cercava finançament. Volien evitar el mètode alemany o peatge a l'ombra que es va fer servir a la resta de l'obra. Es preveu inaugurar-la l'any 2027, juntament amb el tram comú del túnel.
Article principal: L9 del metro de Barcelona

## Serveis ferroviaris
| Metro de Barcelona              |           |       |           |                        |
| Procedència/Destinació          | <         | Línia | >         | Procedència/Destinació |
| Zona Universitària              | Fontana   |       | Vallcarca | Trinitat Nova          |
| Aeroport T1                     | El Putxet | obres | Muntanya  | Can Zam                |
| Pratenc                         | El Putxet | obres | Muntanya  | Gorg                   |
| Font recorregut: PDI 2009-2018. |           |       |           |                        |

## Accessos
- plaça Lesseps - carrer Gran de Gràcia
- plaça Lesseps - carrer Septimània